# Antonio Zamberletti
Antonio Zamberletti (Varese, Italia, 6 de diciembre de 1963) es un escritor e guionista de cómic italiano.

## Biografía
Inició su carrera profesional en la policía italiana y, después de algunos años, se convirtió en asesor de seguridad personal y empresarial. En 2005, publicó su primera novela policíaca. A partir de 2013, colabora con la editorial de historietas Bonelli, escribiendo historias de Tex, Zagor, Dampyr y Nathan Never.

## Novelas
- I morti non pagano, Todaro Editore, 2004, ISBN 9788886981538.
- I duri non piangono, Todaro Editore, 2005, ISBN 9788886981620.
- Silenziosi nella notte, Todaro Editore, 2008, ISBN 9788886981743.
- Cascina Smorta, Runa Editrice, 2015, ISBN 9788897674542.
- Codice Tunguska, Mondadori, 2015, ISBN 9788852068898.